# Nuckolls County
Nuckolls County ist ein County im Bundesstaat Nebraska der Vereinigten Staaten. Der Verwaltungssitz (County Seat) ist Nelson, das nach dem Landeigentümer C. Nelson Wheeler benannt wurde, auf dessen Land die Stadt errichtet wurde.

## Geographie
Das County liegt im Südosten von Nebraska, grenzt im Süden an den Bundesstaat Kansas und hat eine Fläche von 1492 Quadratkilometern, wovon 2 Quadratkilometer Wasserfläche sind. Es grenzt im Uhrzeigersinn an folgende Countys: Clay County, Fillmore County, Thayer County und Webster County.

## Geschichte
Nuckolls County wurde 1860 gebildet. Benannt wurde es nach Stephen F. Nuckolls, einem frühen Pionier in diesem Gebiet.
Sieben Bauwerke und Stätten des Countys sind im National Register of Historic Places eingetragen (Stand 11. Februar 2018).

## Demografische Daten

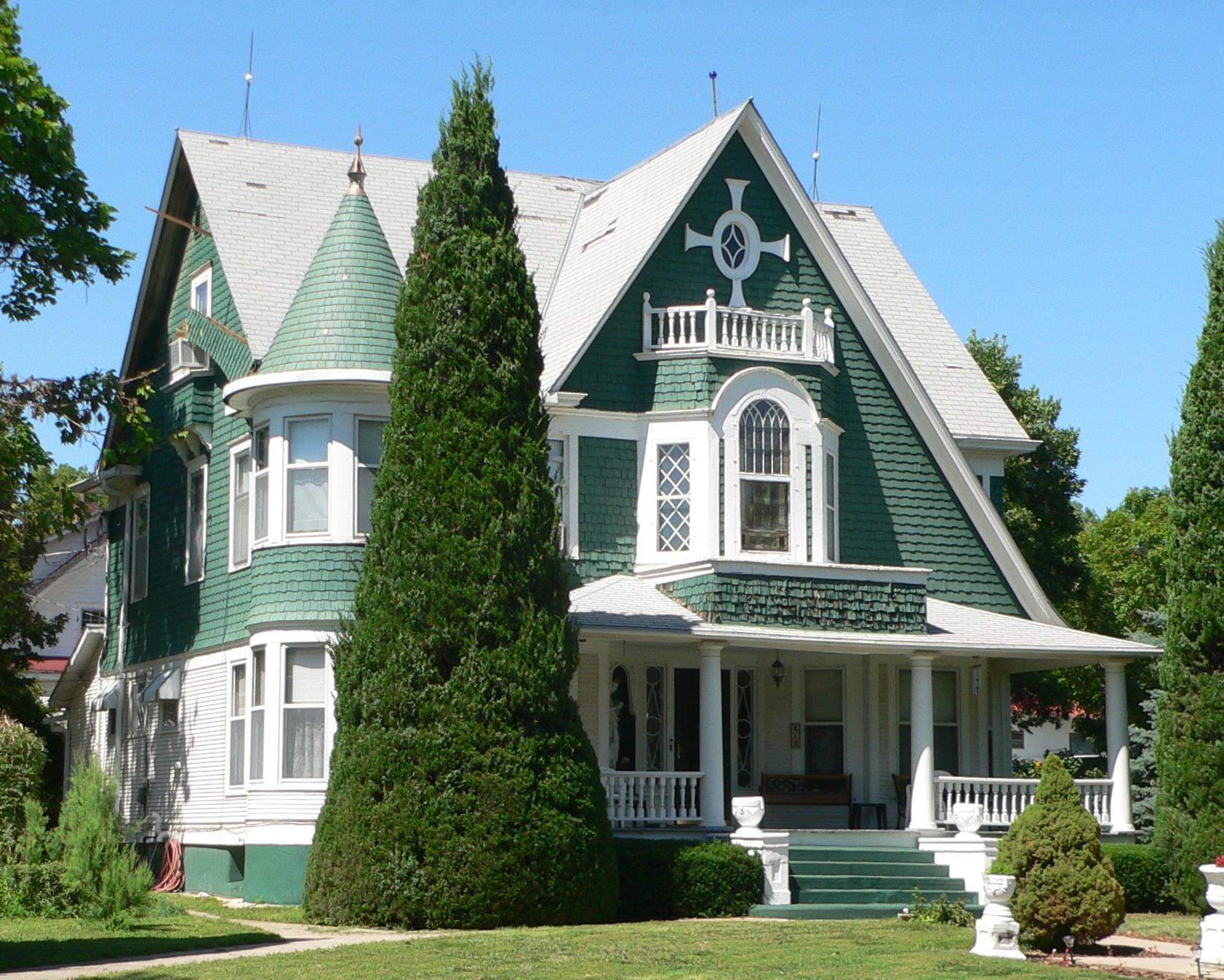
Wallace Warren and Lillian Genevieve Bradshaw Kendall House, gelistet im NRHP

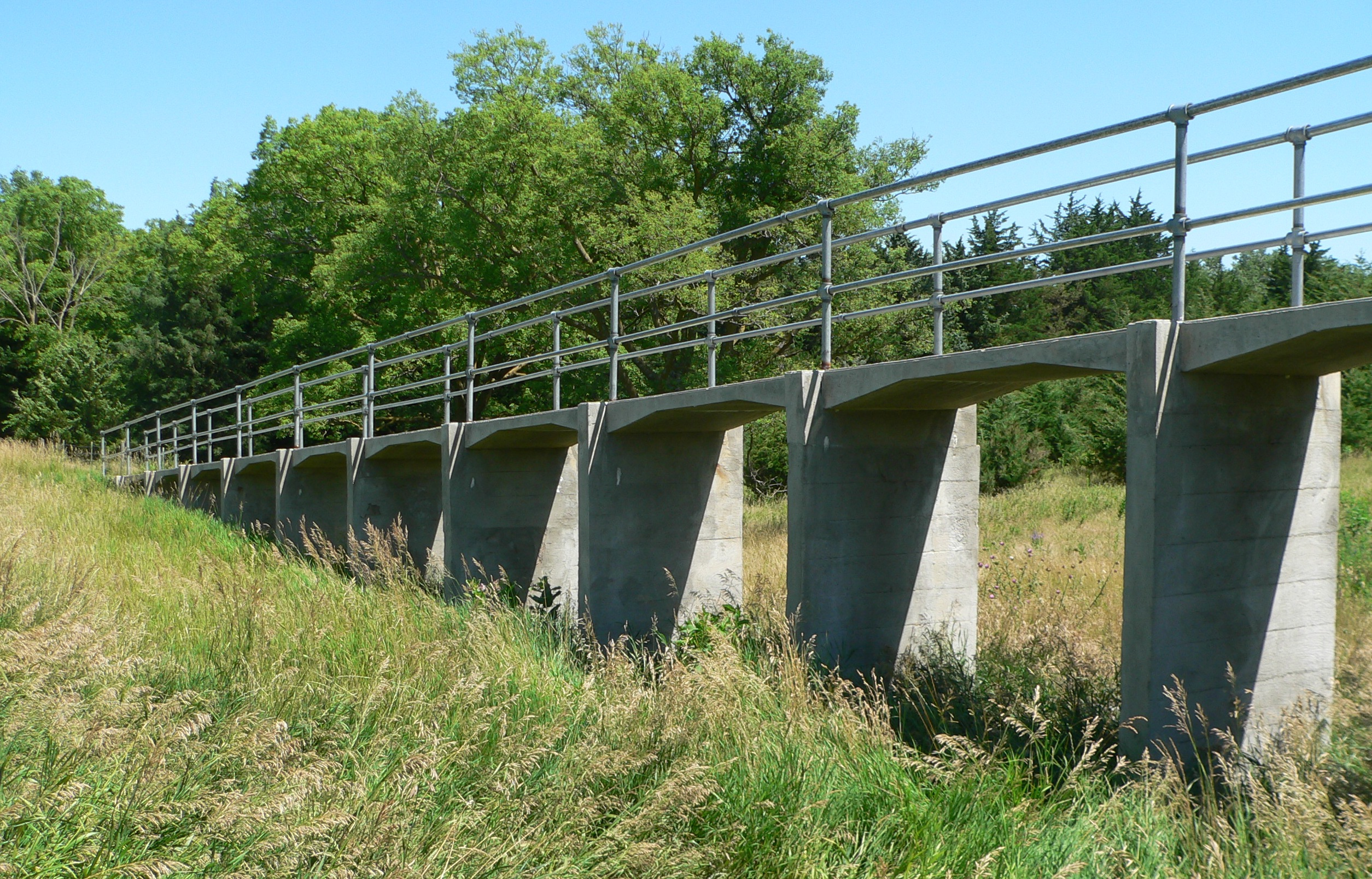
Nelson Cemetery Walk, gelistet im NRHP

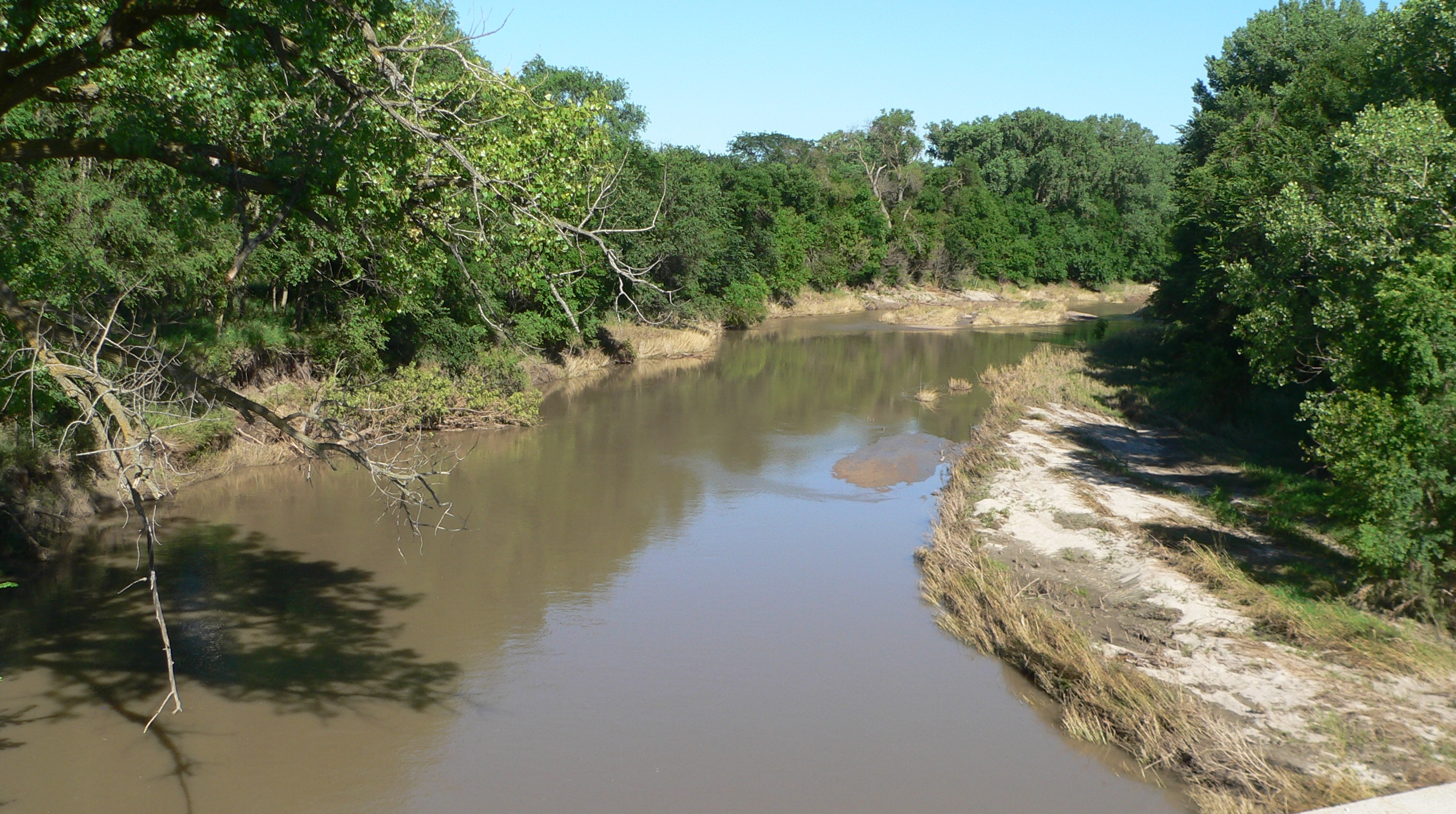
Little Blue River bei Oak Mill

Nach der Volkszählung im Jahr 2000 lebten im Nuckolls County 5057 Menschen. Davon wohnten 44 Personen in Sammelunterkünften, die anderen Einwohner lebten in 2218 Haushalten und 1443 Familien. Die Bevölkerungsdichte betrug 3 Einwohner pro Quadratkilometer. Ethnisch betrachtet setzte sich die Bevölkerung zusammen aus 98,91 Prozent Weißen, 0,02 Prozent Afroamerikanern, 0,06 Prozent amerikanischen Ureinwohnern, 0,16 Prozent Asiaten und 0,53 Prozent aus anderen ethnischen Gruppen; 0,32 Prozent stammten von zwei oder mehr Ethnien ab. 1,01 Prozent der Bevölkerung waren spanischer oder lateinamerikanischer Abstammung.
Von den 2218 Haushalten hatten 26,5 Prozent Kinder und Jugendliche unter 18 Jahre, die bei ihnen lebten. 58,8 Prozent waren verheiratete, zusammenlebende Paare, 4,6 Prozent waren allein erziehende Mütter, 34,9 Prozent waren keine Familien, 32,3 Prozent waren Singlehaushalte und in 18,0 Prozent lebten Menschen im Alter von 65 Jahren oder darüber. Die Durchschnittshaushaltsgröße betrug 2,26 und die durchschnittliche Familiengröße lag bei 2,86 Personen.
Auf das gesamte County bezogen setzte sich die Bevölkerung zusammen aus 23,4 Prozent Einwohnern unter 18 Jahren, 5,4 Prozent zwischen 18 und 24 Jahren, 22,5 Prozent zwischen 25 und 44 Jahren, 24,3 Prozent zwischen 45 und 64 Jahren und 24,4 Prozent waren 65 Jahre alt oder darüber. Das Durchschnittsalter betrug 44 Jahre. Auf 100 weibliche Personen kamen 92,5 männliche Personen. Auf 100 Frauen im Alter von 18 Jahren oder darüber kamen statistisch 91,9 Männer.
Das jährliche Durchschnittseinkommen eines Haushalts betrug 28.958 US-Dollar, das Durchschnittseinkommen der Familien betrug 35.018 USD. Männer hatten ein Durchschnittseinkommen von 24.533 USD, Frauen 17.806 USD. Das Prokopfeinkommen betrug 15.608 USD. 6,5 Prozent der Familien und 11,2 Prozent der Bevölkerung lebten unterhalb der Armutsgrenze. Darunter waren 16,7 Prozent der Kinder und Jugendlichen unter 18 Jahren und 8,9 Prozent der Senioren ab 65 Jahren.

## Orte im County
- Angus
- Bostwick
- Cadams
- Hardy
- Lawrence
- Mount Clare
- Nelson
- Nora
- Oak
- Oak Mill
- Ruskin
- Saint Stephens
- Sedan
- Smyrna
- Superior